# Championnat du Tadjikistan de football 1993
Navigation
Saison précédente Saison suivante
La saison 1993 du Championnat du Tadjikistan de football est la seconde édition de la première division au Tadjikistan. La compétition voit seize clubs regroupés au sein d’une poule unique et qui s'affrontent deux fois, à domicile et à l'extérieur. À l'issue de la saison, les deux derniers du classement sont relégués et remplacés par les deux meilleurs clubs de deuxième division.
C'est le Sitora Douchanbé qui remporte la compétition cette saison après avoir terminé en tête du classement final, avec trois points d'avance sur le tenant du titre, le Pamir Douchanbé et treize sur le Pakhtakor Proletarsk. C'est le tout premier titre de champion du Tadjikistan de l'histoire du club, qui réussit même le doublé en s’imposant face au Ravshan Kulob en finale de la Coupe du Tadjikistan.

## Les clubs participants
| - FK Istravshan - Sitora Douchanbé - FK Khodjent - Khosilot Parkhar - Pakhtakor Proletarsk - Pamir Douchanbé - Kand Konibodom - Promu de D2 - Chashma Shaartuz - Promu de D2 | - Ravshan Kulob - Regar Tursunzoda - Saikhun Khodjent - Shodmon Ghissar - Khulbuk Vose - Promu de D2 - Vakhsh Qurghonteppa - Orzu Shakhrinau - Promu de D2 - Bokhtar Pyandzh - Promu de D2 |

## Compétition
Le barème de points servant à établir le classement se décompose ainsi :
- Victoire : 2 points
- Match nul : 1 point
- Défaite : 0 point

### Classement
| Rang | Équipe                | Pts | J  | G  | N | P  | Bp | Bc | Diff |
| ---- | --------------------- | --- | -- | -- | - | -- | -- | -- | ---- |
| 1    | Sitora DouchanbéC     | 55  | 30 | 27 | 1 | 2  | 66 | 22 | +44  |
| 2    | Pamir DouchanbéT      | 52  | 30 | 25 | 2 | 3  | 93 | 21 | +72  |
| 3    | Pakhtakor Proletarsk  | 42  | 30 | 18 | 6 | 6  | 56 | 21 | +35  |
| 4    | FK Istravshan         | 36  | 30 | 16 | 4 | 10 | 60 | 44 | +16  |
| 5    | FK Khodjent           | 36  | 30 | 15 | 6 | 9  | 48 | 30 | +18  |
| 6    | Regar Tursunzoda      | 36  | 30 | 14 | 8 | 8  | 62 | 34 | +28  |
| 7    | Shodmon Ghissar       | 35  | 30 | 14 | 7 | 9  | 54 | 33 | +21  |
| 8    | Khosilot Parkhar      | 34  | 30 | 14 | 6 | 10 | 47 | 47 | 0    |
| 9    | Stroitel Qurghonteppa | 30  | 30 | 12 | 6 | 12 | 52 | 60 | -8   |
| 10   | Saikhun Chkalovsk     | 29  | 30 | 12 | 5 | 13 | 42 | 43 | -1   |
| 11   | Ravshan Kulob         | 29  | 30 | 12 | 5 | 13 | 50 | 41 | +9   |
| 12   | Khulbuk VoseP         | 20  | 30 | 7  | 6 | 15 | 38 | 72 | -34  |
| 13   | Kand KonibodomP       | 18  | 30 | 8  | 2 | 20 | 38 | 75 | -37  |
| 14   | Chashma ShaartuzP     | 14  | 30 | 6  | 2 | 22 | 18 | 79 | -61  |
| 15   | Orzu ShakhrinauP      | 11  | 30 | 4  | 3 | 23 | 28 | 73 | -45  |
| 16   | Bokhtar PyandzhP      | 3   | 30 | 1  | 1 | 28 | 13 | 70 | -57  |

|  | Qualification pour la Coupe d'Asie des clubs champions 1994-1995                            |
|  | Qualification pour la Coupe des Coupes 1994-1995                                            |
|  | Relégation en deuxième division                                                             |
|  | T : Tenant du titre C : Vainqueur de la Coupe du Tadjikistan P : Promu de deuxième division |

## Bilan de la saison
| Championnat du Tadjikistan de football 1993 |                              |
| Champion                                    | Sitora Douchanbé (1er titre) |
| Coupes et trophées                          |                              |
| Vainqueur de la Coupe du Tadjikistan 1993   | Sitora Douchanbé             |
| Qualifications continentales                |                              |
| Coupe d'Asie des clubs champions 1994-1995  | Sitora Douchanbé             |
| Coupe des Coupes 1994-1995                  | Ravshan Kulob                |
| Promotions et relégations                   |                              |
| Promus en Vysshaya Liga                     | FK Shukhrat                  |
| Promus en Vysshaya Liga                     | Pakhtakor Douchanbé          |
| Relégués en Deuxième division               | Orzu Shakhrinau              |
| Relégués en Deuxième division               | Bokhtar Pyandzh              |